# Holywood
Holywood (vertaling van het Latijnse Sanctus Boscum (Heilig bos); de Ierse naam is Ard Mhic Nasca (hoogte van Mac Nasca)) is een plaats in County Down van Noord-Ierland, provincie Ulster van Ierland, aan de kust van Belfast Lough, tussen Belfast en Bangor. In 2001 had het een bevolking van 12.037. Belfast City Airport is vlakbij.

## Geschiedenis
De Ierse naam voor Holywood is Ard Mhic Nasca, ('the height of the son of Nasca'), maar het ‘holy wood’ (heilig bos) waar de plaats zijn huidige naam aan dankt, lag rondom een vroeg Christelijke kerk / klooster op de plek waar nu de ruïne staat van de middeleeuwse Old Priory.
De vroegst gevonden geschreven tekst waarin de plaats wordt vermeld in een verengelste vorm is uit de veertiende eeuw waarin de naam geschreven is als 'Haliwode'.
In de vroege negentiende eeuw werd Holywood, net als veel plaatsen op Ierland populair onder rijke Ieren als badplaats. Vele rijken uit Belfast bouwden in het dorp of het land eromheen een buitenhuis of permanente verblijfplaats.
De grond waar nu het Ulster Transport Museum en het Ulster Folk Museum liggen werd bewoond door enkele zeer rijke handelaren uit Belfast.
In 1848 werd de spoorverbinding tussen Belfast en Holywood geopend, wat een sterke ontwikkeling van het dorp tot gevolg had. In 1900 bestond Holywood uit ongeveer 3500 zielen en in 2001 telde de plaats ruim 12.000 inwoners.
Tegenwoordig is Holywood een populair woonoord en in de ruime omgeving bekend vanwege de modieuze winkels, boetiekjes, lunchrooms en kunst- en ambachtswinkels.

## Geboren
- Alexander Henry Haliday (1806-1870), entomoloog
- Jamie Dornan (1982), acteur en model

Ballyhalbert · Ballywalter · Banbridge · Bryansford · Carryduff · Castlewellan · Comber · Crawfordsburn · Donaghadee · Downpatrick · Dromara · Dundonald · Gilnahirk · Gransha · Greyabbey · Holywood · Helen's Bay · Kilkeel · Lisburn · Newry (oost) · Newtownards · Seahill · Warrenpoint